# جوزف هایتمن
جوزف هایتمن (انگلیسی: Joseph Heitman) نسل‌شناس، میکروب‌شناس و زیست‌شناس مولکولی اهل ایالات متحده آمریکا است. وی استاد رشتهٔ ژنتیک مولکولی و میکروب‌شناسی در مدرسه پزشکی دانشگاه دوک است.
وی پس از تحصیل در «دبیرستان پورتیج نورثرن»، به دانشگاه شیکاگو رفت و مدارک کارشناسی و کارشناسی ارشد خود را در رشتهٔ شیمی و بیوشیمی دریافت داشت و سپس به دورهٔ آموزشی ام‌دی–پی‌اچ‌دی کالج وایل کرنل و دانشگاه راکفلر پیوست و بر روی بازسازی دی‌ان‌ای در باکتری‌ها کار کرد. او در سال ۱۹۸۹ پی‌اچ‌دی خود را از دانشگاه راکفلر دریافت داشت. جوزف هایتمن از سال ۱۹۹۲ تا ۲۰۰۵ پژوهشگر ارشد مؤسسه پزشکی هاورد هیوز بود.ذ او از اعضای فرهنگستان هنر و علوم آمریکا، آکادمی ملی علوم و آکادمی علوم طبیعی لئوپلدینه آلمان است.